# Dezize-lès-Maranges
Dezize-lès-Maranges är en kommun i departementet Saône-et-Loire i regionen Bourgogne-Franche-Comté i östra Frankrike. Kommunen ligger i kantonen Couches som tillhör arrondissementet Autun. År 2022 hade Dezize-lès-Maranges 164 invånare.

## Befolkningsutveckling
Antalet invånare i kommunen Dezize-lès-Maranges
| Referens: INSEE |